# Зере Бектемиркызы
Зере Бектемиркызы (каз. Зере Бектемірқызы; 1785, ныне Семей Абайская область — 1853,  Жидебай, Семипалатинский уезд, Семипалатинская область, Российская империя) — бабушка Абая Кунанбаева, жена Оскенбай Ыргызбаева, мать Кунанбая Оскенбаева. Зере аже сыграла большую роль в становлении Абая Кунанбаева как личности.

## Биография
Настоящее имя Зере — Токбала. Отцом её был Бектемир-султан, оратор и почтенный человек из рода Матай племени Найман.
Зере стала первой из пяти жён Оскенбая-би, сына Ыргызбая, от которого у неё родилось трое сыновей: Куттымухамбет (умер молодым), Кунанбай и Тайбала. Всего же у Оскенбая было 10 детей.
К старости потомки Ыргызбая и все жители села называли ее «Ақ әже» (каз. Белая старушка). Зере взяла к себе и воспитывала своего внука Ибрагима, который впоследствии стал известным казахским поэтом и просветителем, Абаем Кунанбаевым (1845 — 1904). Именно она дала ему прозвище Абай (каз. Осторожный).
В 1873 году по желанию сына Кунанбая была похоронена в урожище Жидебай.
О деталях биографии Зере в значительной степени известно по роману-эпопее Мухтара Ауэзова «Путь Абая». Так как про молодость Абая не было достаточно письменных данных, для написания книги Ауезов провёл года, опрашивая людей, знавшими Абая и их потомков.